# Éclair
Éclair (česky blesk) je francouzský cukrářský výrobek, podlouhlé pečivo z odpalovaného těsta, plněné krémem a opatřené polevou. Těsto, které je stejné jako těsto na profiterolky, se obvykle vytlačuje cukrářským sáčkem do podlouhlého tvaru a peče se, dokud není křupavé a uvnitř duté. 
Po vychladnutí se plní krémem s vanilkovou, kávovou nebo čokoládovou příchutí (crème pâtissière) nebo šlehačkou či chiboustovým krémem. Mezi další náplně patří pudink s pistáciovou nebo rumovou příchutí, náplně s ovocnou příchutí nebo kaštanové pyré. 
Poté se polévá fondánovou polevou. Obvykle jednou vrstvou polevy, ale někdy jsou používány pro zajímavější vzhled dvě různobarevné polevy. Barva polevy obvykle koresponduje s barvou vnitřní náplně éclairs. Nejen z estetických důvodů a chuťovému sladění, ale jde také o optické informování zákazníka pro rychlý výběr zboží, jaké náplně (příchutě) jsou k dispozici. Není to ale pravidlem, například éclair plněná žlutým vanilkovým cukrářským krémem bude mít téměř vždy hnědou čokoládovou polevu. Někdy je poleva karamelová, v takovém případě se dezert může nazývat bâton de Jacob.
Poleva se nanáší na éclair vhodným nástrojem nebo máčením éclair přímo v polevě. Poleva pak může být dále dekorována například zdrsněním kartáčkem, rýhováním různými nástroji, plátky čokolády (bílé nebo tmavé) zdobené ornamenty díky foliím pro čokotransfer, sekanými oříšky, cukrovými ozdobami (motivy srdíček, květin,…), šlehačkou a tak dále, dle fantazie výrobce.
V České republice je v podstatě shodným výrobkem tzv. banánek. Éclair se většinou plní spodem, kdežto banánek se většinou rozkrojí a naplní. Rovněž různorodost náplní, polev a dekorací není u banánků tak obvyklá jako u éclair.

## Původ jména
Proč byl tento dezert pojmenován éclair (česky blesk), je nejasné. Nejčastěji je zmiňována rychlost, s jakou bývá dezert sněden nebo prodán, dále také lesk polevy.

## Historie
Éclair vznikl v devatenáctém století ve Francii, kde se mu až do roku 1850 říkalo „pain à la Duchesse“ (vévodkynin chléb), nebo „petite duchesse“ (malá vévodkyně). Slovo je poprvé doloženo v angličtině i ve francouzštině v 60. letech 19. století. Někteří historici potravinářství spekulují, že éclairs poprvé vyrobil slavný francouzský kuchař Antonin Carême (1784–1833). 

## Galerie

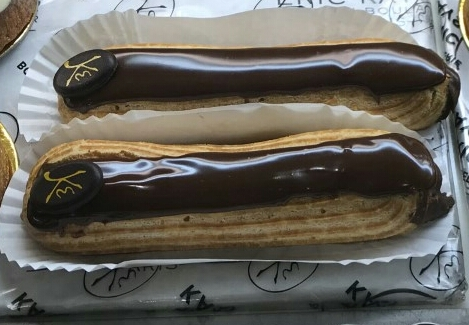
Éclair
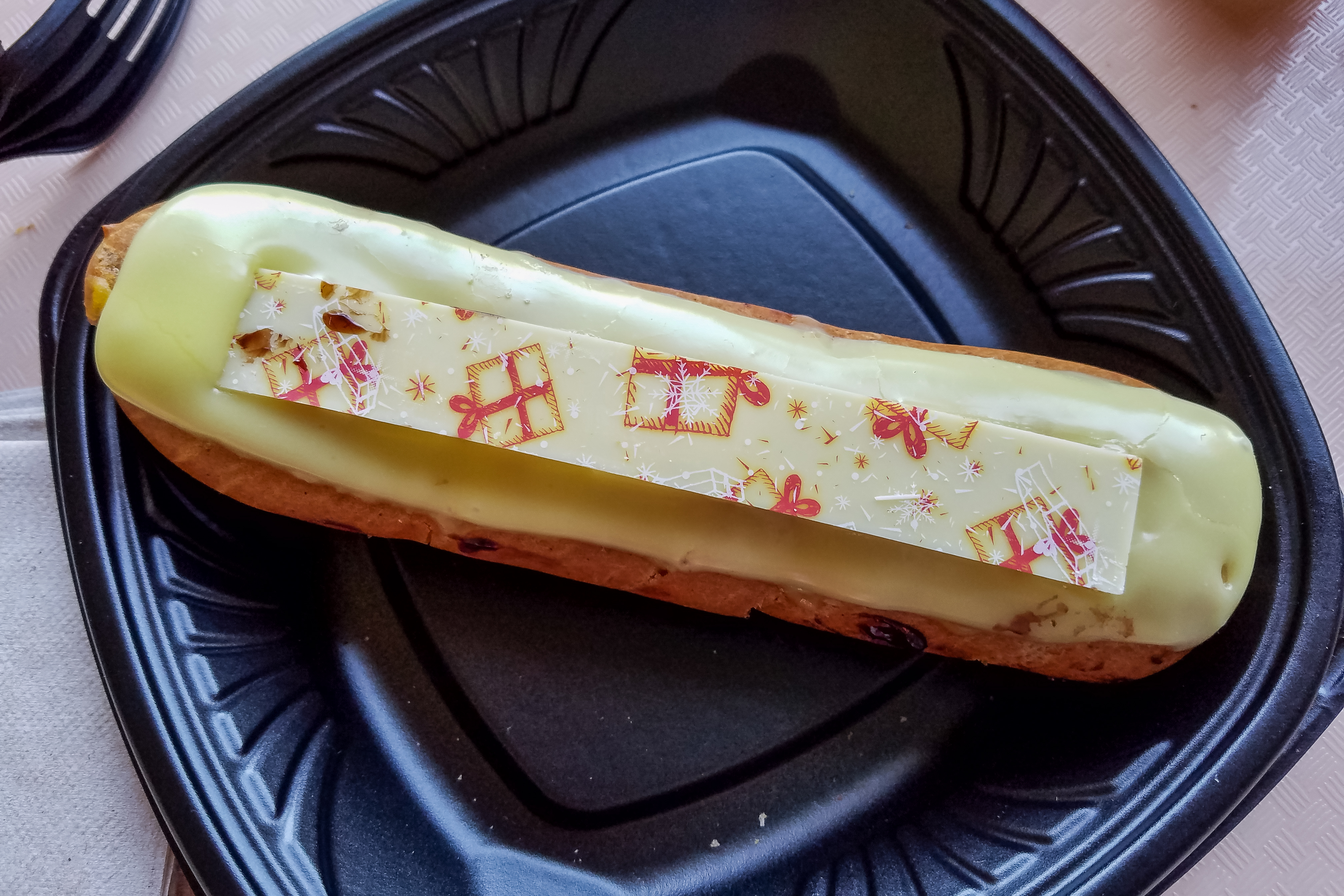
Éclair zdobené polevou a proužkem bílé čokolády dekorovaným prostřednictvím fólie pro čokotransfer
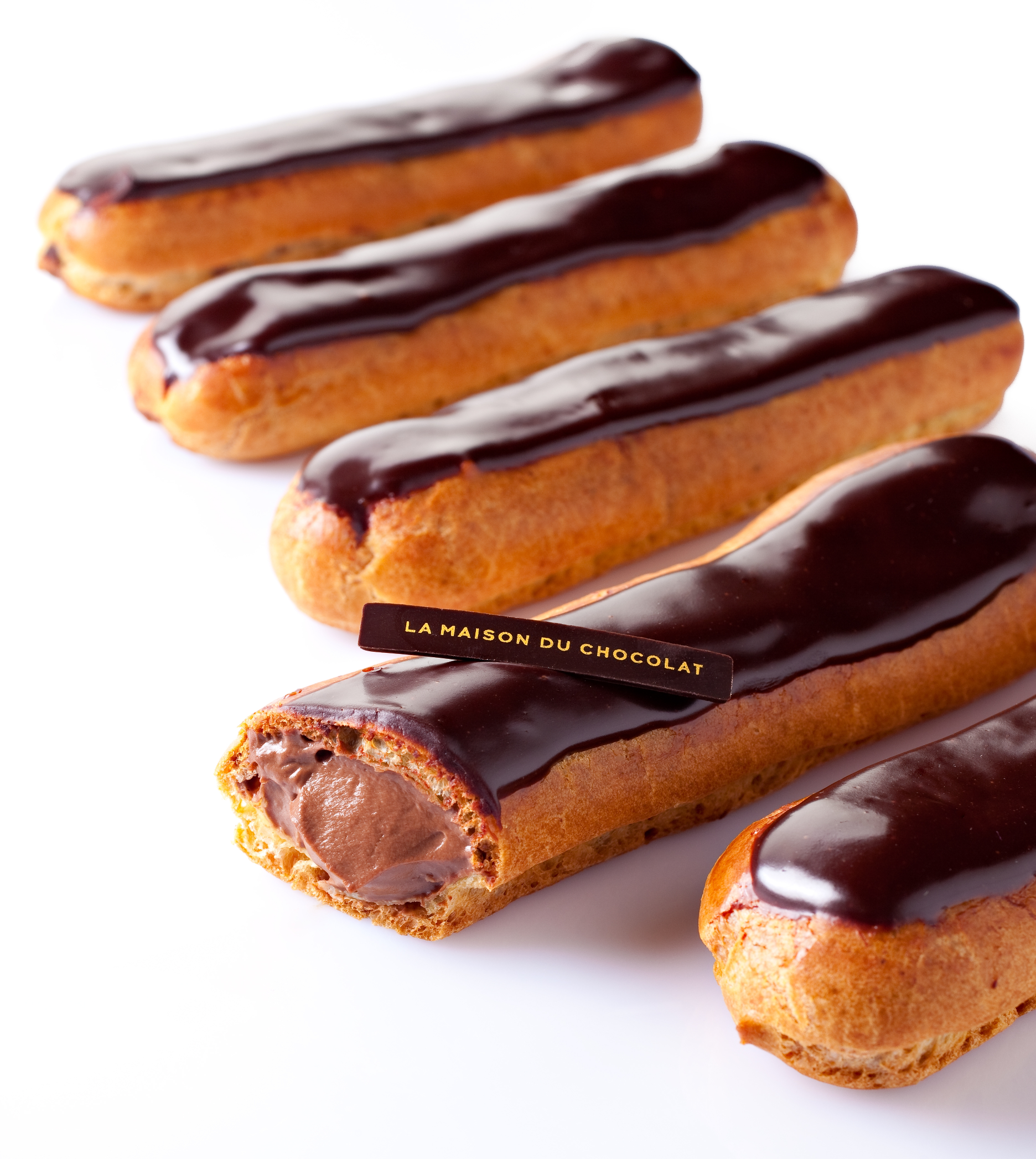
Éclairs s čokoládovou náplní a polevou
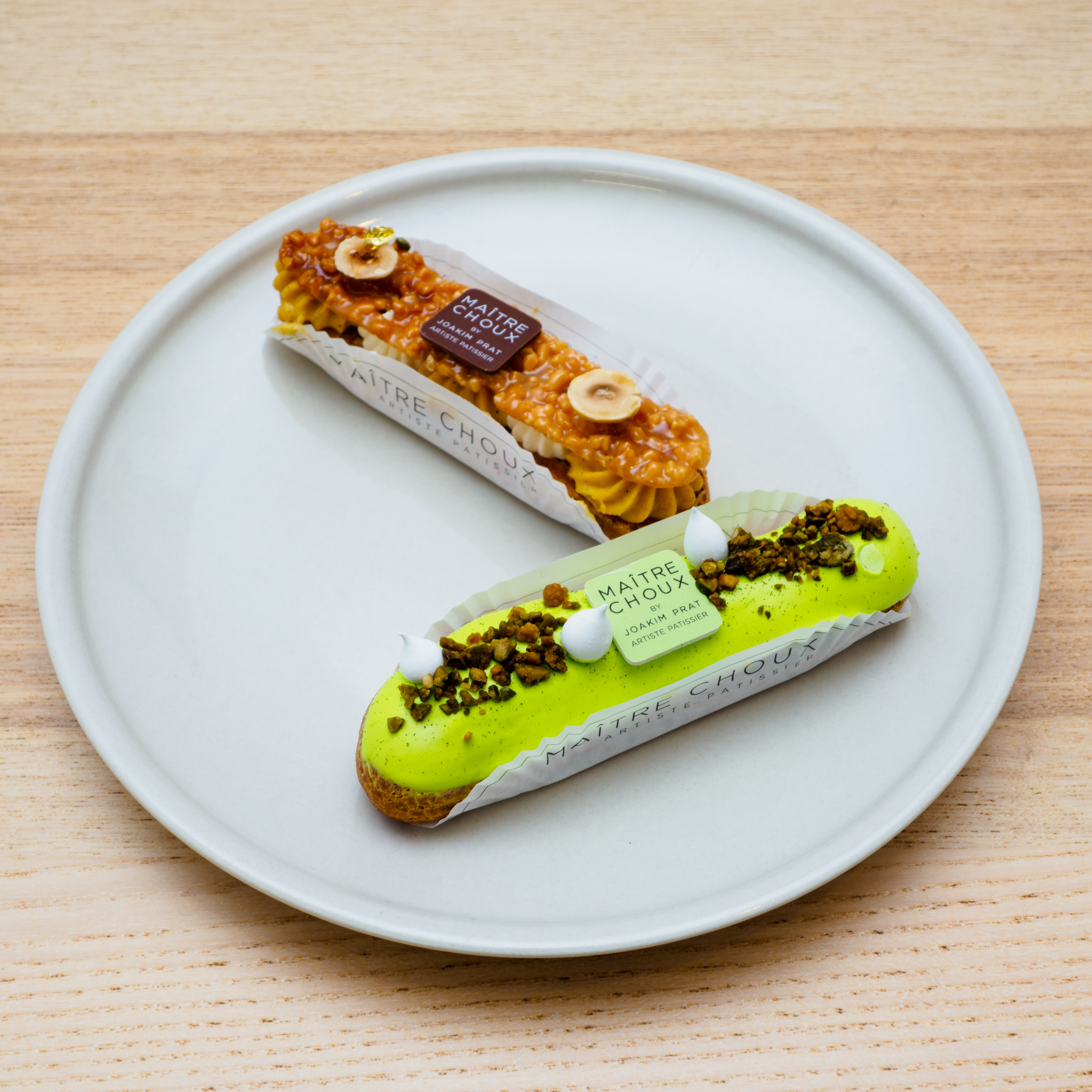
Éclairs s barevnou polevou a dekorací
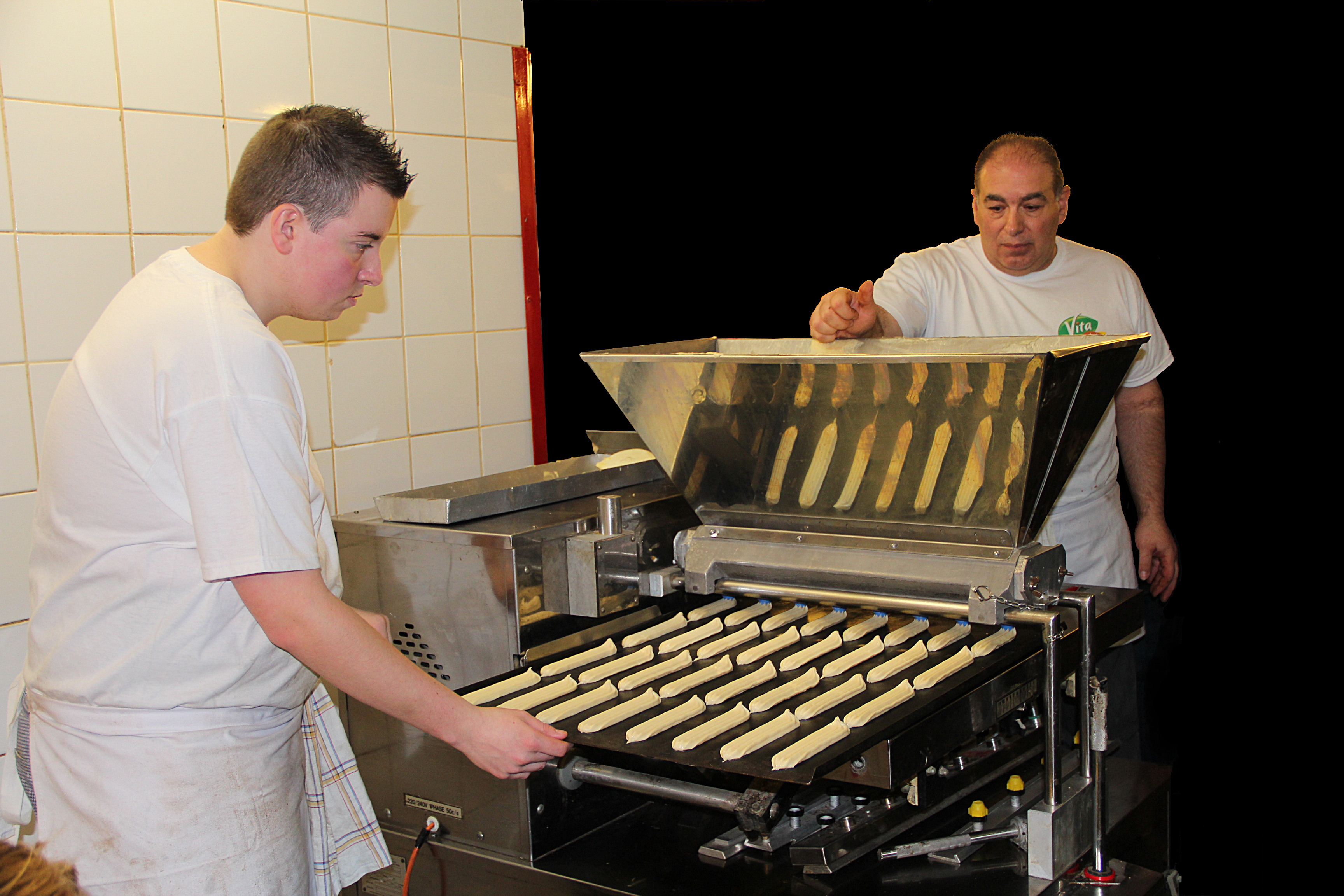
Stroj na výrobu Éclairs